# Bodo Leckelt
Bodo Leckelt (* 28. September 1970 in Dresden) ist ein ehemaliger deutscher Handballspieler und heutiger -trainer.
Leckelt begann mit zwölf Jahren mit dem Handballspiel. Ein Jahr später ging er auf die Kinder- und Jugendsportschule Berlin. Ab 1988 lief der 1,96 m große rechte Rückraumspieler für den DDR-Oberligisten SC Dynamo Berlin auf, mit dem er 1990 DDR-Meister sowie Deutsch-Deutscher Meister durch einen Sieg über den TV Großwallstadt wurde. Für die Jugendnationalmannschaft der DDR bestritt er 28 Länderspiele, für die Juniorennationalmannschaft der DDR und der BRD insgesamt weitere 15 Spiele. Über den Süd-Bundesligisten HSV Suhl kam er 1992 zum Zweitligisten GWD Minden, mit dem ihm 1995 der Aufstieg in die 1. Bundesliga gelang. 1996 wechselte er zum Zweitligisten LTV Wuppertal, mit dem ihm in der Saison 1996/97 der Aufstieg in die 1. Bundesliga gelang. Nachdem er mit Wuppertal in der Spielzeit 1999/2000 als Sechzehnter nur knapp dem Abstieg entronnen war, wechselte er im Sommer 2000 zum Aufsteiger VfL Hameln. Nach dem Rückzug Hamelns aus der Bundesliga im Sommer 2002, ging Leckelt ins spanische Bilbao zu UPV Barakaldo, wo er jedoch nur ein Jahr blieb. 2003 kehrte er nach Deutschland zurück, um in der Regionalliga bei der HG Remscheid seine Karriere ausklingen zu lassen. In der Saison 2009/10 gab Leckelt beim Zweitligisten TV Korschenbroich, dessen Reservemannschaft er von 2009 bis 2015 als Spielertrainer betreute, ein kurzes Comeback. Im Oktober 2014 half er erneut in der ersten Mannschaft aus. Derzeit ist er auch Trainer an der Kinder- und Jugendsportschule Sachsen. Von 2015 bis 2017 war er Spielertrainer des ATV Biesel. Danach übernahm er das Traineramt bei der zweiten Mannschaft der DJK Adler Königshof.